# Inżynier Europejski

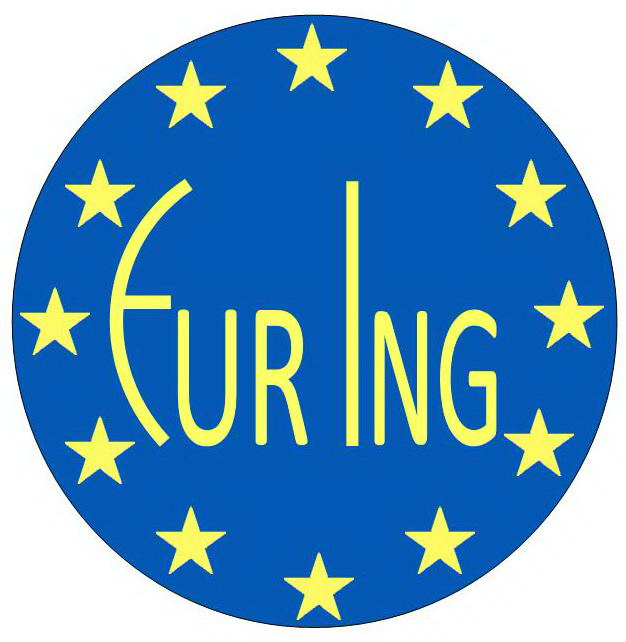
EUR ING logo

Inżynier Europejski (Eur Ing, EUR ING) jest międzynarodowym certyfikatem, (świadectwem, dyplomem) zawodowym inżyniera, akceptowanym w wielu krajach europejskich. Tytuł zawodowy jest przyznawany inżynierom, którzy złożyli wymagane dokumenty dotyczące wykształcenia i praktyki zawodowej i przeszli pozytywną ocenę (kwalifikację) w krajowym stowarzyszeniu naukowo-technicznym, które to stowarzyszenie jest członkiem FEANI – Europejskiej Federacji Krajowych Stowarzyszeń Naukowo-Technicznych. FEANI działa w obszarze nauk technicznych i reprezentuje większość krajów europejskich, a szczególnie Unii Europejskiej. Tytuł Inżyniera Europejskiego jest gwarantem, że osoba go posiadająca ma równoważne inżynierskie kwalifikacje zawodowe uznane we wszystkich krajach członkowskich. Szczegóły tego uznania zawodowego zależą jednak od lokalnego prawa krajów członkowskich. Tytuł „Eur Ing” jest rekomendowany przez Unię Europejską jako wzorowy przykład samoregulacji zawodu inżyniera przez adekwatne środowisko zawodowe. Tytuł umieszcza się zwyczajowo przed nazwiskiem. 
Legitymowanie się tytułem Inżyniera Europejskiego gwarantuje w zamierzeniach FEANI, że dana osoba posiada: sprawdzone doświadczenie w aplikacji wiedzy uniwersyteckiej do inżynierskiej praktyki zawodowej, odpowiedni poziom sprawności zawodowej, wiedzę na temat bezpieczeństwa i higieny pracy oraz ochrony środowiska, poczucie odpowiedzialności, umiejętność komunikowania się oraz zarządzania projektem. Otrzymanie tytułu „Eur Ing” wymaga 7 lat kształcenia złożonego z okresu uniwersyteckiego oraz praktyki zawodowej.
Tytuł „Eur Ing” jest równoważny legalnym krajowym kwalifikacjom inżynierskim. W Anglii jest to Chartered Engineer (CEng) (podobne tyutuły Professional Engineer lub International Professional Engineer IntPE), w Niemczech Dipl.-Ing., a w Polsce mgr inż. Ubieganie się w kraju o tytuł „Eur Ing” wymaga posiadania tytułu mgr inż. oraz co najmniej dwóch lat praktyki zawodowej. Regulaminy krajowe przyznawania tytułów Inżyniera Europejskiego są dostępne w NOT – Federacji Stowarzyszeń Naukowo-Technicznych. NOT koordynuje procedury przyznawania tego tytułu zawodowego w Polsce. W Polsce tytuł „Eur Ing” nadawany jest od 1992 r. i posiada go ok. 300 inżynierów (XI 2010).
Uznanie kwalifikacji i równoważność tytułu „Eur Ing” nie są w odrębny sposób legalizowane w krajach członkowskich Unii Europejskiej. W Wielkiej Brytanii tytuł jest w pełni uznawany. W innych przypadkach decydujące znaczenie ma stanowisko i rola koordynatora tytułów inżynierskich w danym kraju, jak organizacji NOT w Polsce. Dyrektywa Unii Europejskiej dotycząca kwalifikacji zawodowych nr 89/48/EEC, ogólnie zwalnia posiadacza tytułu „Eur Ing” z dodatkowych egzaminów czy nostryfikacji krajowego dyplomu inżyniera na terenie całej Unii.
Od 1999 roku, zgodnie z ustaleniami procesu bolońskiego, krajowe systemy szkolnictwa wyższego (w tym kształcenie inżynierów, i przyznawane im tytuły zawodowe) podlegają stopniowemu ujednoliceniu i akredytacji na terenie całej Europy.